# In the Fade
Pour plus de détails, voir Fiche technique et Distribution.
In the Fade (Aus dem Nichts) est un film germano-français réalisé par Fatih Akin, sorti en 2017. Il a été sélectionné au festival de Cannes 2017 où Diane Kruger y a remporté le prix d'interprétation.
Le titre international et français In the Fade vient d'une chanson de Queens of the Stone Age, dont le chanteur compose la bande-originale du film, et veut dire « dans le dépérissement ». Aus dem Nichts veut dire « de nulle part », « du néant ».

## Synopsis
(mai 2017).
Le contenu est difficilement compréhensible vu les erreurs de traduction, qui sont peut-être dues à l'utilisation d'un logiciel de traduction automatique.

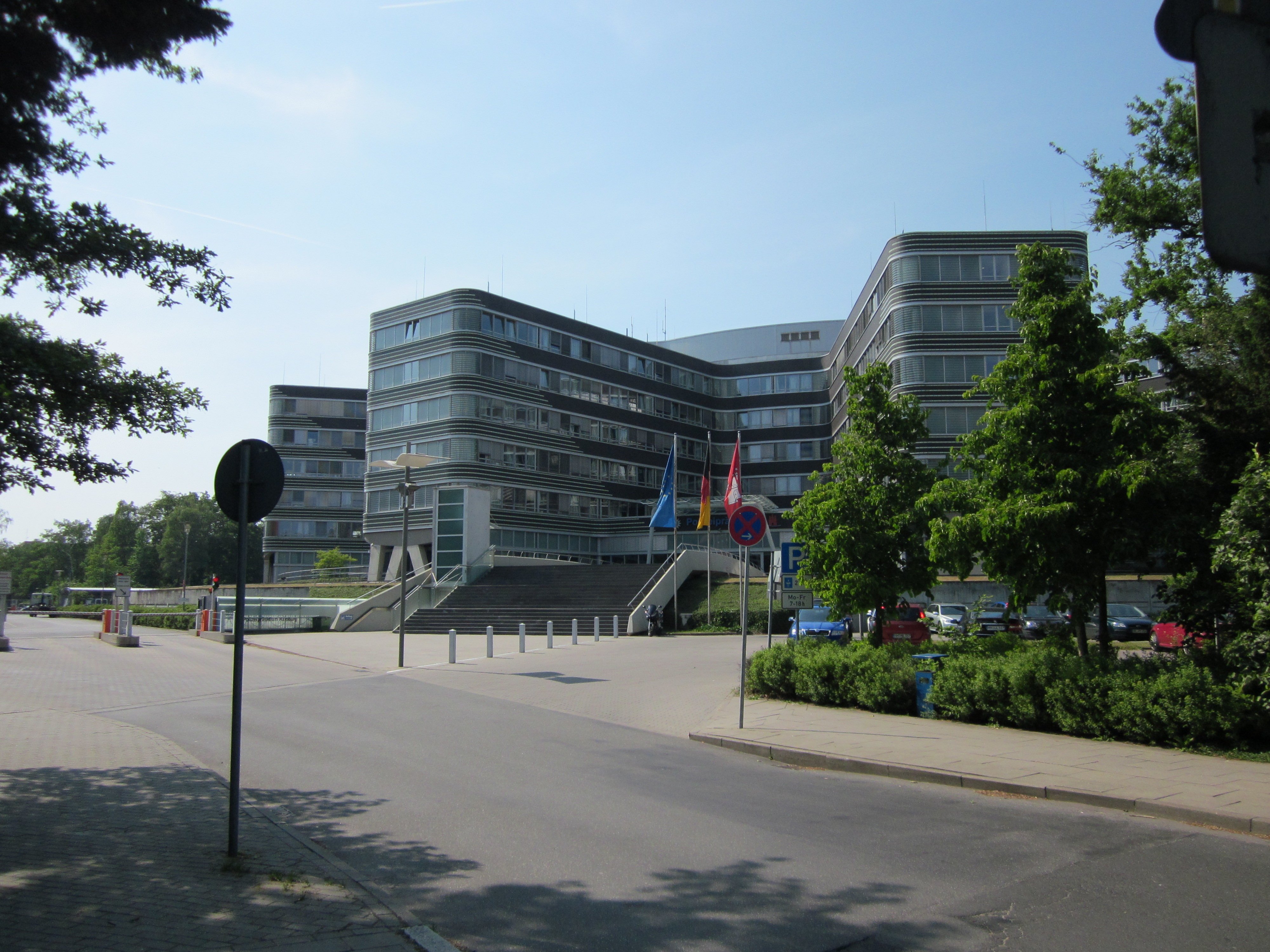
Siège de la police à Hambourg Alsterdorf, un des lieux de tournage en octobre 2016.

La vie de Katja est bouleversée lorsque son fils et son mari sont tués dans un attentat.
Katja est mariée au Kurde Nuri Sekerci, avec qui elle a un fils. Il a alors cinq ans. Ils vivent à Hambourg. Elle l’avait rencontré en lui achetant du haschich lorsqu'elle était étudiante et l'a épousé alors qu'il était encore en prison, malgré l'opposition au mariage de leurs parents respectifs. Depuis la naissance de leur fils Rocco, Nuri a abandonné le trafic de drogue. Ayant étudié en prison la gestion d'entreprise, il travaille maintenant à Hambourg dans un bureau de traduction et de contrôle des affaires fiscales.
Après que Katja eut déposé son fils au bureau de son mari un après-midi, elle revient le soir et trouve la route bloquée. Un policier lui dit qu'un homme et un enfant ont été tués dans l'explosion d'une bombe artisanale. L'analyse ADN confirme que c'était le mari et le fils de Katja qui ont perdu la vie dans l'attentat. Peu de temps avant l'attaque, Katja avait remarqué une jeune femme blonde quitter les lieux sans cadenasser son vélo tout neuf et dont le panier était chargé d'un colis noir.
Malgré cela, l'enquête de la police se concentre d'abord sur un acte de vengeance par les trafiquants de drogue alors que Katja soupçonne que l’origine kurde de son mari pourrait avoir quelque chose à voir avec l'attaque. Finalement, la police arrête deux suspects, André et Edda Möller, un jeune couple néonazi avec des connexions internationales, ils sont acquittés de l'attentat en raison de doutes sur les preuves pourtant accablantes. Au cours du procès, un expert scientifique décrit tous les détails macabres de l'attentat. Katja est assistée par l'avocat Danilo Fava. Elle rencontre également le père d'André Möller, qui se désespère de la conduite de son fils et qui invite Katja à prendre un café.
Les dessins de son fils et la petite ancre en plastique de son bateau pirate dans la baignoire lui rappellent Rocco et Nuri au point qu'elle ne voit aucune raison de continuer à vivre. Katja trouve toutefois la force de continuer à se battre pour venger son fils et son mari.

## Fiche technique
Sauf indication contraire, les informations mentionnées dans cette section peuvent être confirmées par la base de données cinématographiques IMDb,  présente dans la section « Liens externes ».
- Titre original allemand : Aus dem Nichts
- Titre français et international : In the Fade
- Format 2,39:1 - couleur
- Réalisation et scénario : Fatih Akın
- Musique : Josh Homme
- Montage : Andrew Bird
- Sociétés de production : Bombero International et Macassar Productions
- Distribution : Pathé Distribution (France), Warner Bros. (Allemagne)
- Pays d'origine :  Allemagne,  France
- Langue originale : allemand
- Genre : drame
- Durée : 1 heure et 46 minutes
- Dates de sortie :
  - France : 26 mai 2017 (festival de Cannes 2017)
  - Australie : 17 juin 2017 (festival du film de Sydney)
  - Allemagne : 23 novembre 2017
  - France : 17 janvier 2018

## Distribution
- Diane Kruger (VF : elle-même) : Katja Sekerci
- Numan Acar (VF : Medi Sadoun) : Nuri Sekerci
- Denis Moschitto (VF : Éric Caravaca) : Danilo Fava, l'avocat de Katja
- Johannes Krisch (VF : Thierry Hancisse) : Haberbeck, l'avocat des Möller
- Henning Peker (VF : Jean-Michel Fête) : le commandant Reetz
- Hanna Hilsdorf : Edda Möller
- Ulrich Brandhoff : André Möller

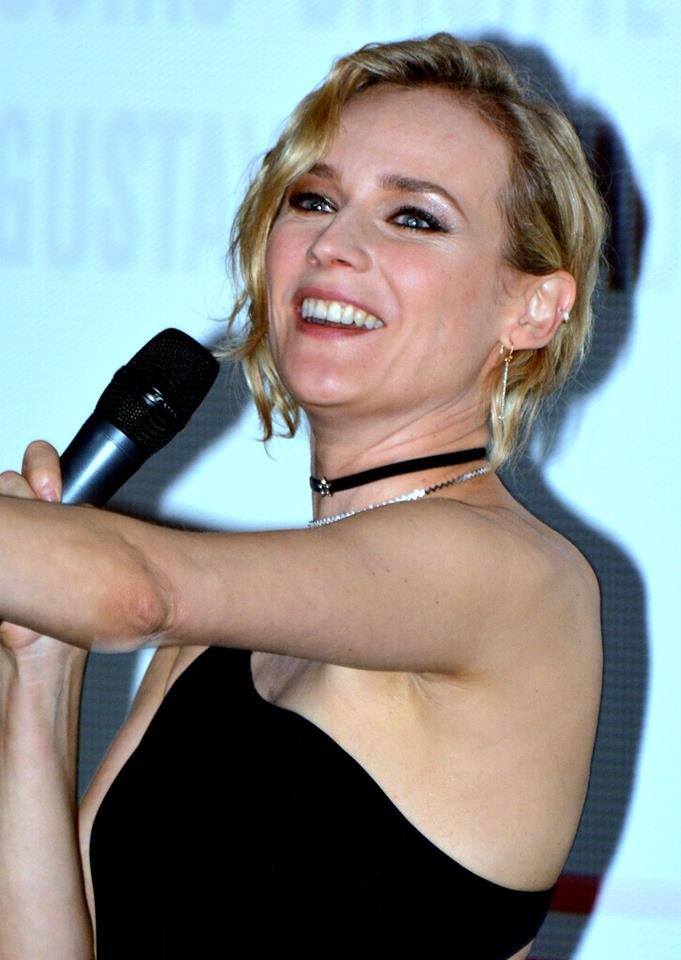
L'actrice principale Diane Kruger, l'année de sortie du film.

- Ulrich Tukur : Jürgen Möller, le père d'André Möller
- Samia Chancrin (VF : Marie Donnio) : Birgit, la sœur de Katja
- Version Française : Deluxe
- Direction Artistique : Hervé Icovic

## Production

### Genèse et développement
Fatih Akin s'est inspiré des attentats perpétrés en Allemagne par des néonazis au début des années 2000.

### Attribution des rôles
C'est le premier film de l'actrice Diane Kruger dans sa langue maternelle, l'allemand.

### Musique
La musique originale est composée par Joshua Homme.
Des extraits musicaux sont aussi inclus dans le film :
- Anonymous Club de Courtney Barnett.
- The Blues de Hindi Zahra.
- I Know Places de Lykke Li.

## Sortie

### Accueil critique
En France, le site Allociné recense une moyenne des critiques presse de 2,8/5, et des critiques spectateurs à 3,5/5.
Le film divise particulièrement les critiques, car « Akin [...] refuse toute position d'équilibriste. Il prend parti et pousse le spectateur à faire de même. À être emporté ou agacé par ce qu'il voit. Voilà pourquoi le film divise, comme on a pu l'entendre lors de la projection ce matin ».

#### Critiques positives
- RFI : « Mine de rien, Aus dem Nichts de Fatih Akin est le film le plus politique de cette compétition du Festival de Cannes qui s'achève samedi, avant l'annonce du palmarès dimanche 28 mai. L'Allemand Fatih Akin raconte sobrement les manquements de l'État, de la justice et de la société allemande concernant les attentats perpétrés par les membres du groupuscule néonazi NSU entre 2000 et 2011 tuant 8 immigrés turcs, un immigré grec et une policière »[3].
- LCI : « Dans In The Fade, le cinéaste allemand Fatih Akin met en scène une jeune femme qui perd mari et fils dans un attentat raciste. Un drame psychologique qui lorgne sur le thriller politique avec une Diane Kruger époustouflante, candidate logique au prix d’interprétation »[8].

#### Critiques négatives
- Les Inrocks : « Dans In the fade de Fatih Akin, une femme perd son fils et son mari dans un attentat. Scénar sur rails, acteurs caricaturaux, pathos grossier, réalisation lambda, discours contestable, ce film n’avait pas le niveau attendu en compétition cannoise »[9].
- Télérama : La « chronique sociale d'un couple mixte dévasté par une explosion criminelle sombre malheureusement dans la facilité »[10]. « Outrances et oppositions binaires jalonnent le film jusqu’à une fin stupide, éloge de la violence kamikaze qui achève de rendre méconnaissable le cinéaste Fatih Akin »[11].
- Le Masque et la Plume : « film qui n'est pas réussi », « démonstratif » et selon Michel Ciment à propos des scènes de tribunal « Otto Preminger devrait être là pour lui donner des leçons »[12].
- Libération : « In the Fade, en bon film kamikaze, veut l’impossible - il veut tout pour lui et tout en même temps : la sécheresse formelle du “grand film politique” et en même temps l’humidité lacrymale du pur mélodrame, les provocations du sadisme scénaristique à l'allemande et en même temps les séductions droits-de-l'hommistes de l'empathie, l'antifascisme réglo et en même temps l'ambiguïté morale », le titre de l'article fait référence aux néonazis et à Aube dorée[13].

### Box-office
- France : 236 230 entrées[14]

## Distinctions

### Récompenses
- Festival de Cannes 2017 : Prix d'interprétation féminine pour Diane Kruger
- Golden Globes 2018 : Golden Globe du meilleur film en langue étrangère
- 68e cérémonie du Deutscher Filmpreis : Meilleur scénario[15].

### Nominations
- Le film est sélectionné pour représenter l'Allemagne pour l'Oscar du meilleur film étranger pour les Oscars en 2018.